# Efferia mellina
Efferia mellina este o specie de muște din genul Efferia, familia Asilidae. A fost descrisă pentru prima dată de Christian Rudolph Wilhelm Wiedemann în anul 1828.
Este endemică în Uruguay. Conform Catalogue of Life specia Efferia mellina nu are subspecii cunoscute.